# Microdynerus interruptus
Microdynerus interruptus är en stekelart som beskrevs av Gusenleitner 1970. Microdynerus interruptus ingår i släktet Microdynerus och familjen Eumenidae. Inga underarter finns listade i Catalogue of Life.